# Milk & Bone
Milk & Bone est un duo électropop canadien basé à Montréal, au Québec, formé par Laurence Lafond-Beaulne et Camille Poliquin. Son premier album Little Mourning, lancé en 2015 par Bonsound, a été nommé de longue date pour le Prix Polaris Music 2015. Bien que les deux membres du groupe soient francophones, elles écrivent et enregistrent en anglais.

## Histoire
Le duo s'est réuni pour la première fois comme étudiants de musique au Cégep de Saint-Laurent, puis s'est présenté avec le groupe de tournée de David Giguère. Elles ont décidé de commencer à écrire et à agir comme duo après avoir été présentées comme chanteurs invités en 2013 pour l'album de Misteur Valaire, Bellevue.
Puisque Milk & Bone écrit et enregistre en anglais et que la plupart de ses amis et collègues immédiats sont francophones, elles utilisent SoundCloud pour se connecter avec des contributeurs potentiels à l'album, y compris le rappeur Terrell Morris de Toronto sur la piste Tomodachi.
En 2015, Milk & Bone sort son premier album intitulé Little Mourning. Le duo, récompensé du Prix Breakout de la SOCAN à Montréal, a enchanté les audiences d'ici et d'ailleurs avec ses harmonies électriques pop et fascinantes. Cette année-là, la piste Pressure a été diffusée plus d'un million de fois sur SoundCloud. Little Mourning a permis au groupe de se tailler une place dans la liste du Prix de musique Polaris 2015, une nomination aux Prix Juno 2016 dans la catégorie Révélation de l'année (Groupe), ainsi que trois prix au GAMIQ en 2015.
Avant de commencer à écrire son deuxième album, le duo prend le défi de composer la bande sonore du film King Dave de Podz. La chanson thématique du film Natalie a été mise en nomination aux Canadian Screen Awards 2017 dans la catégorie Meilleure Chanson Originale et a plus de 4,6 millions de vues sur Spotify.
Milk & Bone lance le single Daydream en 2017, avec une vidéo promotionnelle. Son deuxième album, Deception Bay, sort le 2 février 2018. Cet album leur mérite le prix Juno pour l'album électro de l'année début 2019, ainsi qu'une nomination au Prix de musique Polaris 2018,. Le spectacle qui a accompagné l'album a été récompensé au Gala ADISQ 2019 dans la catégorie spectacle de l'année (anglophone). En outre, elles ont été mises en nomination pour le prix GAMIQ artiste de l'année au Québec.
En 2018, Milk & Bone a joué au Festival d'été du Québec et a également joué à Toronto,.
Début 2019, les deux femmes sortent un EP, DIVE, qui a remporté le prix EP pop de l'année au GAMIQ 2019.
Pour la deuxième fois de sa carrière, Milk & Bone a pu travailler sur la composition de la bande sonore d'un film produit par Podz, Mafia Inc. Elles travaillent sur la composition musicale pour deux nouveaux spectacles du Cirque du Soleil, Cosmos et Exentricks, présentés à bord du croiseur MSC Grandéesse depuis novembre 2019.
Laurence a également joué dans le groupe Louve, avec Salomé Leclerc, Ariane Moffatt, Amylie et Marie-Pierre Arthur.
Le duo annonce la sortie d'un EP "Baby Dreamer" le 17 janvier 2025.
Ce nouvel album, porté par une énergie féminine audacieuse et une signature sonore fusionnant nostalgie et modernité, offre des morceaux idéaux pour accompagner les introspections émotionnelles en début d’année.

## Prix et nominations

### Nominations
- Nomination sur la longue liste du Prix de musique Polaris (2015)
- Révélation de l'année (Groupe) dans les Juns (2016)
- Meilleure chanson originale pour Natalie aux Canadian Screen Awards (2017)
- Nomination sur la longue liste du Prix de musique Polaris (2018)
- Artiste de l'année au GAMIQ (2019)

### Prix
- Breakout Award (Prix de la SOCAN 2015)
- Album Pop de l'année au GAMIQ (2015)
- Révélation de l'année au GAMIQ (2015)
- Chanson de l'année pour Coconut Water au GAMIQ (2015)
- Album Electro de l'Année aux Prix Juno (2019)
- Spectacle de l'année - Anglophone à l'ADISQ (2019)
- EP pop de l'année au GAMIQ (2019)

## Discographie
- 2022 : Chrysalism
- 2019 : DIVE
- 2018 : Deception Bay
- 2015 : Little Mourning